# 西南非洲淵珍魚
西南非洲淵珍魚，為輻鰭魚綱水珍魚目小口兔鮭科的其中一種，為溫帶海水魚，分布於南大西洋非洲西南部外海海域，棲息深度可達615公尺，體長可達26.6公分，棲息在大洋中層水域，生活習性不明。